# フリーザ一味
フリーザ一味（フリーザいちみ）は、鳥山明の漫画・アニメ作品『ドラゴンボール』シリーズに登場する架空の宇宙組織。劇場版『ドラゴンボールZ 復活の「F」』以降のアニメの作中では「フリーザ軍」、アニメ『ドラゴンボールZ』の関連書籍やカードダスなどでは「惑星戦士」とも呼ばれている。

## 概要
フリーザを中心とした、宇宙の数々の惑星を支配する巨大組織。
様々な惑星の部下を使って星の地上げや破壊を行い、星を支配下に置くことで勢力を拡大している。破壊し尽くした星を含めずとも支配している星の数は数百におよび、古来より多くの星を襲っていたサイヤ人をも力により支配下に置いていた。当初、フリーザ編ではフリーザが頂点として描かれていたが、一度フリーザが倒された人造人間編でも一味は機能し続けその父親コルドの存在が明らかになる。
統括者であるフリーザの戦闘力は突出して高いため、部下たちはフリーザに逆らうことはできず、命令に忠実である。
その悪名は界王や破壊神ビルスの耳にも轟くほどで、銀河パトロールも見て見ぬふりをしている。
劇場版『復活の「F」』および『超』では、フリーザや主要幹部の死亡が発覚した途端に多くの星から反乱を起こされ、内部統率も乱れている。また、『超』では最大兵力である第一、第二大隊が全滅、第三大隊も半数が行方不明と軍の兵を6割損耗した状態となったという説明が追加され、大幅に弱体化している。フリーザが復活して以来4か月の間に全盛期に迫るほどに勢力を増したと説明されているが、それでもフリーザからは「2級戦士の寄せ集め」と酷評されていた。その後地球侵攻で破れた戦闘員たちは不甲斐ない戦いをしたことで、全員フリーザに処刑されて再び弱体化。
結局再度、劇場版『ドラゴンボール超 ブロリー』において軍の再生のために、非戦闘員までが「最低でも戦闘力1000以上」の人員をスカウトするように命じられている描写があったが、戦闘力1000以上の人間はそもそも希少らしく、スカウト員だったレモとチライも「そんな簡単に見つかるわけない」と話していた。
メンバーの名前は、フリーザの親族がほぼ全員「冷やす」や「冷たい」などの関係のものに由来している。その部下はサイヤ人も含め、冷蔵庫に入っている食品関係で統一されている。

## 構成
戦闘員、幹部、直属の特戦隊で構成されている。乱暴なだけで、とくに会社のような組織というわけではない。

### 中心人物
フリーザ
声 - 中尾隆聖
星の地上げなどの活動を行っているフリーザ一味の統括者。ナメック星で孫悟空と激戦を繰り広げる。
コルド大王
声 - 郷里大輔（Z第118話 - 第121話）、佐藤正治（Z第195話）、大友龍三郎（改、『ブロリー』）
フリーザ、クウラの父。容姿は、フリーザの第2形態に似た大柄な姿で、長い角と大柄な体型を除けば第1形態のフリーザとも似ている。頭部と腕・脛が外殻に覆われており、顔にはシワがある。かつてコルド軍を率いていたが、生まれながらに自分を超える実力と冷酷さを身につけていた息子の才能を喜び、軍の指揮権をフリーザに譲り引退している。『ドラゴンボール大全集』ではフリーザ一味に含まれており、フリーザを中心とした組織の上に君臨している。突然変異体である彼一人から変異体の要素を強く持ったまま生み出されたのがフリーザであり、フリーザ一族の中でも異常な戦闘力や残忍さを持つのはこの2人のみ。フリーザからは「パパ」、クウラからは「親父」と呼ばれている。
悟空を倒すため、復活したフリーザと共に地球へ来襲した際、突如現れてフリーザを瞬時に倒したトランクスの実力を見込み、自らの一族へ引き込もうとするが一蹴される。フリーザの敗北はトランクスの持つ剣の力ゆえと考え、彼を挑発し引き渡された剣で、トランクスの不意を突く卑怯さを見せるも受け止められ、気功波で胸を貫かれて絶命、死体は消滅させられた。アニメでは胸を貫かれて瀕死状態になり、消滅させられて死ぬ前にトランクスに「星をやる」と言って命乞いをするシーンが追加されている。
本来の歴史＝トランクスの世界（未来の次元）では、フリーザと共に悟空に倒されるはずだったことがトランクスの口から語られた。
コルド大王の前でフリーザが自らを宇宙一と称しても意に介さなかったり、また、コルド大王自身トランクスに対し、「宇宙一強いお前こそ我が一族になる資格がある」と言い放つなど、一族として宇宙一を求めている考え方が示唆されている。
戦闘力はフリーザよりやや劣る。アニメでは、ベジータが「フリーザによく似たフリーザより遥かに大きな気」と語った。また、ゲーム『ドラゴンボールZ Sparking! METEOR』の公式サイトではフリーザ、クウラを上回る実力を持つと表記されている。
アニメではナメック星消滅後、本国からの連絡により宇宙船でナメック星が存在していた宙域に向かい半死半生のフリーザを発見し、部下に救助させサイボーグ手術を行わせる。側近たちからも恐れられており、あまり出番がなかった原作に比べ、その恐ろしさが強調されている。また、死後にセルやフリーザ、ギニュー特戦隊（カエルとなって地球で暮らすギニューを除く）らと共に地獄で暴れまわっていたが、パイクーハンによってフリーザ共々一撃で倒される。『Z』の魔人ブウ編では地獄から界王神界での悟空たちと魔人ブウの闘いをフリーザやギニュー特戦隊、セルなどと共に観戦する。『GT』ではクウラや特戦隊らと共に地獄から復活しているシーンがある。劇場版『復活の「F」』および『超』では「破壊神ビルスと魔人ブウだけは手を出すな」と過去にフリーザへ助言していたことが判明した。ソルベからは「パパフリーザ様」と呼ばれており、フリーザ復活後の次の機会での復活を提案されたものの、フリーザからは「偉そうだからパパの復活はしなくて良い」と疎まれた様子で却下されていた。『Z』のDVD-BOX付属ブックレットでは、変身型宇宙人らしいという噂が記載されている。
劇場版『ドラゴンボール超 ブロリー』では、冒頭の力の大会直後の41年前の回想シーンに登場し、自身は引退してフリーザに軍の指揮を任せる様子が描かれている。また、フリーザ軍は元々はコルドが指揮をとっていた軍であり、ザーボン、ドドリアやギニュー特戦隊たちなどはコルドの代から仕えていた者であることも判明した。なお、フリーザからは引退宣言時にフリーザの肩に置いた手を払いのけられており、その頃から疎まれていた。監督を務めた長峯達也は、コルドはフリーザから邪魔に思われていると後にアニメコミックのインタビューで答えている。
ゲーム『ドラゴンボールZ Sparking! METEOR』では、フリーザやクウラと対戦させると反旗を翻される。フリーザとクウラに勝利すると「出来の悪い息子だ」と冷笑しながら罵る。また、ベジータ王とも面識があった様子。ゲームでは「フルパワーデスビーム」を使用する。
名前の由来は「冷たい（コールド）」。

### 側近
ザーボン
声 - 速水奨（Z）、三浦祥朗（改）
フリーザの側近。冷静沈着で情報分析力にも長けており、情報参謀的な役割。サイヤ人やフリーザと同じく変身型の宇宙人であり、変身することで戦闘力が通常より上がる。フリーザが変身型の宇宙人であることを本人から聞かされて知っていた。
変身前は中性的な風貌の美形だが、ひとたび変身すると全身の筋肉が盛り上がり、爬虫類のような風貌になる他、戦い方も肉弾戦に特化したものになる。自分の美感を尊重するために変身後の姿を醜いと思っており、変身することを嫌う。そのため、自身が追い詰められて命の危機を感じた時か、相手を本気で倒そうとする時しか変身しない。
ナメック星人の村の探索中にベジータと遭遇して交戦。戦闘力を上げたベジータに対し「永遠の命を得てもフリーザ様には勝てない」と冷笑し、変身を行い戦闘力を上げベジータに瀕死の重傷を負わせて水没させるが、湖に落ちたベジータの生死を確認せずに帰還する。フリーザの命令でドラゴンボールの在り処を知るために、ベジータを治療するが、予想以上の速さで回復したベジータに宇宙船にあった5個のドラゴンボールを奪われ、エンジンも破壊されるという失態も招いたことから「1時間以内にベジータを連行してこなければ殺す」とフリーザから宣告された。
ベジータとの2度目の戦いでは躊躇なくいきなり変身して戦うが、ベジータがサイヤ人の特性で瀕死状態から回復することで戦闘力を上昇したこと、なにより先日の戦闘で勝利したことからの油断を突かれたことでベジータのペースにハマり、腹を突き破られて敗北。最期は「フリーザの命令に従っただけだから見逃してくれ」「ふたりで手を組めばフリーザに勝てるぞ」と命乞いしながらも共闘を持ちかけるが、腹を突き破った状態からのエネルギー波を受けて死亡。死体はエネルギー波の衝撃で湖に吹き飛ばされた後、水没した。アニメ版では以前のように最初は通常時で戦い、苦戦したために仕方なく変身する展開に変更された。
フリーザがギニュー特戦隊の召集を決めた際には、連中を呼び寄せる必要はないのではとフリーザに進言した。
戦闘力は変身前が23000くらい。変身後は各ゲームや書籍によって設定が錯綜しており、正確な数値は不明だが、ベジータとの戦績からグルドを除いたギニュー特戦隊の面々よりは下であることは判明している。
テレビスペシャル『ドラゴンボールZ たったひとりの最終決戦〜フリーザに挑んだZ戦士 孫悟空の父〜』（以下『TVSP』）では、サイヤ人の戦闘力や好戦的な性格を危険視しフリーザに進言するも、フリーザが惑星ベジータを爆破して狂喜する姿を、ドドリアと共に呆然と眺める。
『Z』の地獄では再登場しなかったが、劇場版『復活のフュージョン!!悟空とベジータ』では地獄から復活。フリーザの呼びかけに応じた過去の敵キャラクターたちに混じって再登場している。その後『GT』でも地獄から復活し、ドドリアと共に地球で破壊活動をしている様子がテレビの中継映像として流されていた。2作とも通常の姿で登場している。
劇場版『ドラゴンボール超 ブロリー』ではコルド軍の頃からフリーザに仕えている描写があり、軍の中でも精鋭として知られる戦士だった。
TVゲーム『ドラゴンボールZ Sparking!』シリーズには全作登場。本シリーズではフリーザ以外の相手に対しても敬語で話すようになっている。『ドラゴンボールZ Sparking! NEO』ではザーボンを主人公としたifストーリー「美しき野望編」が存在する。内容は「永遠の美」を求めナメック星でのドラゴンボール争奪戦にザーボンが加わるというもので、クリリンたちを利用してドラゴンボールで願いをかなえることには成功するが、クリリンに出し抜かれて逃げられフリーザに見つかって大ピンチとなる。その後、悟空と遭遇し共闘してフリーザと戦う。しかし、悟空は地球のドラゴンボールで瞬間移動してしまい、共倒れを狙ってフリーザとクウラを衝突させたことが仇となり、最終的には両軍の戦闘が原因で発生したナメック星の爆発に巻き込まれ消滅した。その中で、グルドを倒した時に「自分より美しいものは許せないが、醜いものも（変身後の）自分を見ているようでさらに許せない」と述べており、美しい姿と醜い姿を併せ持っていることが彼のコンプレックスであると語られている。
『ドラゴンボールZ ゲームミュージック・再生編』では、テーマ曲「まひるの闇」が収録されている。歌詞を額面どおりに解釈すると、元はどこかの星の王族で、勝つため（強さのため）に王位を捨ててフリーザ一味に加わったらしい。
同じ『週刊少年ジャンプ』連載の漫画『こちら葛飾区亀有公園前派出所』のニセ最終回ではフリーザ、アプールと共に登場し、中川たちをだました罰として自分たちの世界に放り込まれた両津勘吉に「こんな敵はいたかな?」と不審な目を向けるシーンがある。
原作ではフリーザが変身型の宇宙人であることをベジータに話すシーンがあったが、アニメでは『Z』『改』共に描かれなかった。ただし、後の場面ではベジータはザーボンが口を滑らせたため、フリーザが変身できることを知ったという原作通りの展開になっている。
PlayStation 4ゲーム『ドラゴンボール ゼノバース2』ではよりナルシストぶりが強調され、戦い方にも美しさを追求する人物として描かれた。またドドリアのことは「単細胞で醜い」と評しているが実力は認めている。主人公との絡みでは、主人公の成長が自分の出世や優秀さを見せることに繋がると考え熱心に指導。敗北した際はその戦い方に美しさがあると認めた。別の時空に登場するザーボンの場合は、フリーザに対する忠誠心は薄く、展開によってはクウラがフリーザ軍の実権を握るためそちらにつくことも打診していた。またドドリアを排除して自分だけがフリーザの側近になろうと行動しており、ドドリアとの仲はかなり悪い。ドドリアを排した直後に主人公から反旗を翻され、敗北した後は部下になった。しかし主人公が出世していくにつれ「主人公は自分の部下だったからここまで大成できた」と吹聴して回り、自身の名声を高めるのに利用している（部下たちには見透かされて呆れられている）。後に自分に見合った美しい地位と立ち位置を模索するようになった。
悟空のことは具体的には知らないが、地球に飛ばされたサイヤ人の生き残りがいるということは知っており漠然とした情報は持っていた。ゲーム『ドラゴンボールZ Sparking! ZERO』でもそのことについては触れている。
ナメック星編の時期に行われた鳥山明の漫画全般を対象にしたキャラクター人気投票では第7位にランクインしている。
名前の由来は、「ザボン」。
ドドリア
声 - 堀之紀（Z）、長嶝高士（改）
フリーザの側近。丸々とした巨漢で桃色の肌をしており、頭頂部と両腕にいくつもの突起があるのが特徴。ザーボンとは対称的に好戦的かつ粗暴な性格で、物事を暴力で解決しようとする。実力行使を伴う実行部隊のような役割。フリーザのナメック星襲来にも随行し、戦闘員たちをほとんど全滅させた3人の戦闘力約3000のナメック星人をあっさりと殺し、長老ムーリも首を折って殺害。デンデにもその凶手を向けたが、助けに来た孫悟飯とクリリンの不意打ちを受け失敗する。
フリーザの命を受け、デンデを抱えて逃走する2人を追撃するが、途中でクリリンの太陽拳を喰らって姿を見失い、面倒になりエネルギー波で周辺の島もろとも吹き飛ばす。片が付いたと考え帰還する際にベジータの不意討ちを受け、戦闘となるが腕を上げたベジータにはまったく歯が立たずに命乞いをする（ベジータからは、実戦から遠のいていたので以前よりパワーが衰えていると酷評された）。そこで見逃してもらう代わりに情報提供を行い、フリーザが惑星ベジータを消滅させたことやその経緯を語り、ショックを受けたと思い逃走を目論むが、益々怒りを燃え上がらせたベジータの放ったエネルギー波を受けて消滅した。その後、いつまで経っても戻ってこないことをザーボンが指摘した際には「あんなガキどもを捕まえられないようなバカはほっておきましょう」とフリーザから見捨てられる形となった。
戦闘力は22000くらい。ザーボンとは異なり、新型のスカウターを使用している。
『Z』の地獄では再登場しなかったが『GT』では地獄から復活し、ザーボンと共に地球で暴れまわる姿がテレビの中継映像として流されていた。
劇場版『ドラゴンボール超 ブロリー』ではザーボン同様コルド軍の頃から仕えており、軍の中でも精鋭として知られる戦士だった。
『ドラゴンボール ゼノバース2』では、ザーボンとの折り合いが悪く「単細胞で醜い」と言われているが、実力は確かと認められている。またザーボンとは逆で「何があってもフリーザ様について行く」と強い忠誠心を見せている。主人公との絡みでは粗野で乱暴な性格こそそのままだが面倒見のいい兄貴分として描かれており、戦闘中に追い詰められた時は「ブッ殺してやる」と物騒な台詞を吐いたものの、敗北後は後腐れなく食事を奢る旨を語っている。別の時空に登場するドドリアは、入隊希望者である主人公のことは歯牙にも掛けていなかった。しかし出世していく主人公を見て一目置くようになり、やる気を刺激されて「訓練をつけてほしい」と頼むようになった。
原作では手は3本指（完全版裏表紙やコマによって4本）だったが、アニメでは5本指に変更されている。
名前の由来は、「ドリアン」。

### ギニュー特戦隊
フリーザが全宇宙から選りすぐったエリート集団の5人からなる宇宙人戦士の総称。フリーザ軍の部下の中では最強の戦力とされている。構成員は隊長ギニュー、リクーム、バータ、ジース、グルドの5人。

### 戦闘員
キュイ
声 - 戸谷公次（Z、ゲーム『ドラゴンボールZ』）、今村直樹（ゲーム『Sparking!NEO』、『METEOR』）、竹本英史（改、ゲーム『ドラゴンボール タッグバーサス』）
フリーザ一味の戦闘員であり、エリート戦士。頭部にはクレーターのような2つの穴が開いていて、鼻がない。両頬の下に触角を持つ。アニメでは青紫色の肌をしている。性格は非常に残忍でプライドも高く、ベジータを一方的にライバル視しており、戦闘力は18000程度と地球で戦闘する前のベジータとほぼ同等の強さである。
ベジータとは昔から互いにいがみ合っており、ベジータがフリーザを裏切ったことを知り、ナメック星へ向かう。ナメック星に降り立ったベジータが最初に戦う相手となった。当初は今まで通り互角だと考えていたが、地球での死闘により戦闘力を上げたベジータの強さを知り驚愕。共闘を持ちかけての騙し討ちを狙うが回避され、恐れをなして逃亡を企てるも衝撃波で敗れ、木端微塵になって死亡。ベジータからは「汚い花火」と罵られた。
アニメでは彼の率いる一隊が劇中以前にとある惑星を襲撃していた。『Z』第97話では同族もアニメにて登場。
側近ではなく上級戦士であるため、ザーボンやドドリアよりも格下だが、『ドラゴンボールZII 激神フリーザ!!』などのゲームではこの3人がセットで扱われることも多い。逆にゲーム『Sparking!NEO』では大量に登場する雑兵扱いとなっている。
『GT』ではコルド大王らと共に地獄から復活するが、その後はあえなく地獄に送り戻される。
劇場版『ドラゴンボール超 ブロリー』ではコルド軍の頃から仕えており、ザーボン、ドドリアと共に惑星ベジータに降下したコルド軍の宇宙船を先導した。
名前の由来は、「キウイ」。
アプール
声 - 真地勇志（Z）、吉水孝宏（改）
フリーザの部下。後ろに長く伸びた頭部が特徴。戦闘力は不明だが、「強いナメック星人がいた場合、手に負えないだろう」とザーボンから注意されている場面がある。原作ではムーリ長老の村のナメック人に倒された部下の唯一の生き残りで、ベジータが全滅させたナメック人の村を発見したり、ギニュー特戦隊に連絡を取って呼び寄せたりした。ザーボンの命により、満身創痍に陥ったベジータを治療するが、ザーボンがフリーザに報告に向かった直後、既に意識を取り戻していたベジータの放ったエネルギー波の直撃を受けて死亡する。
原作に登場する一般戦闘員の中では唯一名前が判明しているキャラクターであり、同型の種族も複数登場している。
『Z』『改』の魔人ブウ編では、地獄から界王神界での悟空たちとブウとの闘いをフリーザたちと共に観戦する。『GT』では、コルド大王や特戦隊らと共に地獄から復活する。
『こちら葛飾区亀有公園前派出所』のニセ最終回で、フリーザ、ザーボンと共に登場し、自分たちの世界に追放された両津勘吉を見て「どうも怪しいな…」と不審な目を向けていた。『超こち亀』ではツッコミ役、主要キャラクターとして登場している。
名前の由来は、「apple＝リンゴ」。
原作では戦闘シーンが皆無だが、ゲーム『Sparking!NEO（Wii版）』および『Sparking!METEOR』、携帯サイト『ドラゴンボールモバイル』で配信されていたアプリゲーム『ドラゴンボールバトルヒーローズ』『ドラゴンボールゼノバースシリーズ』『ドラゴンボールウォーズ』『ドラゴンボール レジェンズ』では使用キャラクターとして登場。
『ゼノバース2』では、フリーザ軍に入隊した主人公とは最初に会話しており、以後も友好的に接してくる。
クランベリ
フリーザ軍の上級兵士で、ナメック星にてフリーザが連れていた兵士の1人。名前は原作時点では設定されていなかったが、漫画版『ドラゴンボール超』にて判明した。上部にバイザーの付いたヘルメットを被り、素顔は地球人に近い。右腕にビームガンを装備している。ムーリ長老の村を襲撃した際には、デンデを恐喝するなどしていた。村での戦いでナメック星人の若者が放ったエネルギー波で吹き飛ばされた後、ザーボンに蹴り飛ばされて死亡。そのまま海に水没した。
漫画版『ドラゴンボール超』では元フリーザ軍の脱走兵として登場し、銀河刑務所に収監されていたが凶悪犯モロとともに脱獄する。新ナメック星のドラゴンボールを狙っており、願いの力で銀河パトロールもフリーザ軍もいない辺境の星に逃げようと考えていたが、モロに利用された挙句殺される。
単行本の特別マンガではザーボンに殺された後、悟空とフリーザの戦いの最中に叶えられた「フリーザたちに殺された者を生き返らせてほしい」という願いが彼にも適用されて生き返り、ベジータが乗ってきた宇宙船ポッドで崩壊寸前のナメック星を脱出。その後は銀河パトロールに逮捕されるまで星を転々とし、生計のため窃盗を繰り返しながらフリーザ軍から身を隠し続けていたことが語られた。
惑星フリーザNo.79の管制員
惑星フリーザNo.79で仲間のアプール型の兵士とゲームをしている時に地球から帰還したベジータの宇宙ポッドをレーダーでキャッチした。
下級戦闘員
声 - 佐藤浩之 他
カードダスでの名称は「雑兵たち」。痩せた人間型、ヘルメットを被った半漁人に似た顔立ちの背の小さい兵士、犬に似た顔立ちの兵士3人。地球から惑星フリーザNo.79に帰還したベジータの宇宙ポッドを出迎え、重傷を負っていたベジータを心配していた。
ドクター
声 - 田中和実（Z）、里内信夫（改）
惑星フリーザNo.79の医師。小柄で頭頂部に毛が生えており、戦闘服の下にローブを着用している。地球での戦いで重傷を負ったベジータを治療する。
フリーザの偵察隊
声 - 里内信夫（Z）、今村直樹（ゲーム『Sparking!METEOR』、『タッグバーサス』）、増谷康紀（改）、平井啓二（ゲーム『BATTLE OF Z』）、沼田祐介、山口太郎（ゲーム『Sparking!ZERO』）
片腕にレーザーを装着した恐竜に似た顔立ちの兵士と、角のある長髪で髭を生やした2人の兵士。ナメック星でブルマたち3人が乗っていた宇宙船を破損させ、スカウターの最初の数値を見て悟飯とクリリンを侮るが、気を開放した2人に敗北。戦闘力は1500以下。
恐竜のような顔の兵士はゲームボーイ用ゲーム『ドラゴンボールZ 悟空激闘伝』でスーイという名前が付けられていた。
角がありヒゲを生やしており、髪が橙色の兵士はスーパーファミコン用ゲーム『ドラゴンボールZ 超サイヤ伝説』とゲームボーイ用ゲーム『ドラゴンボールZ 悟空激闘伝』に登場し、バナンという名前が付けられていた。また、『たったひとりの最終決戦』終盤、最後までバーダックを抑えていたフリーザ軍兵士2人の内の1人が同形状の色違い（髪が薄紫色）である。その色違いキャラクターは『ドラゴンボールZ Sparking! NEO』（Wii版）と『ドラゴンボールZ Sparking! METEOR』ではフリーザ軍兵士1Pカラーとして、『ドラゴンボール タッグバーサス』『ドラゴンボールZ BATTLE OF Z』『ドラゴンボール Sparking! ZERO』ではフリーザ軍兵士として登場。バーダックを抑えていた兵士のもう片方も、『Sparking! NEO』（Wii版）、『Sparking! METEOR』では2Pカラーとして登場、『Sparking! ZERO』ではコスチューム2として登場している。
ゲーム『ドラゴンボールZ カカロット』では顔が肌色の人間タイプにデザインが変更されている。
フリーザ軍のザコ
フリーザがムーリ長老の村を襲撃した時に連れていた部下たち。ムーリ村のナメック星人3人に（原作ではアプールを除いて）ほぼ全滅させられた。ナメック星人に最初に倒された、モヒカン風の髪型に角が生えたキャラクターは顔が朱色で『ドラゴンボールZII 激神フリーザ!!』にはロンメ、クランボ、ナップルという名前の色違いキャラクターが存在する。
人造人間編の部下
フリーザ親子が地球に来た時に連れていた部下たち。フリーザから「悟空を悔しがらせるために地球人を皆殺しにしろ」と命令を受けたが、トランクスによって妨害され、一瞬で倒された。アニメ版では一人生き残ったが、恐怖の余り硬直していたためフリーザに背後から腕で身体を貫かれて殺された。『ドラゴンボールZIII 烈戦人造人間』ではトランクスが最初に倒した部下、次に倒した部下たちの内の1人と同型のキャラクターが登場している。

### アニメオリジナルキャラクター

#### 『Z』の登場人物
オーレン
声 - 田中和実（Z）、沼田祐介（改、ゼノバース）
Z第54話（改では第25話）に登場。エンディングで名前表記がある。アプールと同族（尖った歯、模様がない、目が赤いなど細部に差異がある）の兵士。フリーザの命令で村を探し、ベジータに全滅させられたツーノ村を発見するが、ドラゴンボールのありかを知っている生き残りの村人を殺害したことで情報を求めていたフリーザの逆鱗に触れ、目から放った光線で処刑される。
ゲームでは、『ドラゴンボールZ 超サイヤ伝説』と『ドラゴンボール ゼノバース』に登場。どちらもアニメ同様、体が橙色（オレンジ色）。
ブールベリ
声 - 佐藤正治
Z第58話から第60話に登場。第59話、第60話のエンディングで名前表記がある。フリーザの部下。ワニに似た顔をしている。フリーザの命令によりラーズベリと共にドラゴンボールを探していた際、ブルマを発見し連れ去るが、ブルマの策により巨大蟹に食われる。
ラーズベリ
声 - 山口健（Z）、桐本琢也（ゼノバース）
ブールベリと同じくフリーザ軍兵士。Z第58話から第60話に登場。第59話、第60話のエンディングで名前表記がある。上記のクランベリに近い容姿をしている。フリーザの命令によりドラゴンボールを探していた際、ブルマを発見し連れ去るが、ブルマの策により巨大蟹に食われる。
『ドラゴンボールZII 激神フリーザ!!』には、ラーズベリは登場しないが、同型の兵士がラーズベリ型と総称されている。
フリーザに消された兵士

Z第58話に登場。フリーザの部下。人間の容姿の兵士で、ザーボンが宇宙船に戻って来ず、イライラして待っていたフリーザにびくついて怯えていた。ギニュー特戦隊の出発が完了したことをフリーザに伝えるが、臆病な部下は必要ないと消された。
リット星人
Z第110話に登場。小柄な体格をしたフリーザの部下。悟空を探して星にやって来たベジータによって全滅させられる。原作では名前のみ登場し、フリーザの宇宙船にあった彼らの戦闘ジャケットをベジータが悟飯とクリリンに与えていた。

#### 劇場版、イベント用アニメの登場人物
劇場版およびイベント用アニメオリジナルキャラクターのうち、フリーザ一味に関連するキャラクター。
それぞれのリンク先（劇場版のページ）を参照。なお、劇場版第15作『ドラゴンボールZ 復活のフュージョン!!悟空とベジータ』でフリーザの部下として登場するボージャックなどのキャラクターは除外している。
ターレス、アモンド、ダイーズ、カカオ、レズン、ラカセイ
宇宙壊し屋「ターレス軍団」のメンバー。作中では明言されていないが、フリーザ一味の配下に属しているとされる。
クウラ、サウザー、ネイズ、ドーレ
クウラは、フリーザの兄。フリーザの最終形態に当たる形態のさらに先の変身ができる。フリーザが大勢の部下を従えているのに対し、少数精鋭の部下を従えているのが特徴。サウザーらは、クウラ直属の「クウラ機甲戦隊」の隊員たち。
アボ、カド、合体アカ
フリーザ死亡後のフリーザ一味の残党でベジータいわく「当時はギニュー特戦隊と肩を並べるほどの実力者」らしくターブルから「パワーアップしてフリーザに匹敵する強さを身につけ、フリーザに取って代わったつもり」と話している。合体アカはアボとカドが合体した姿。
チルド、トービ、キャビラ
チルドは、フリーザの先祖。大昔に宇宙を荒らしていた宇宙海賊のリーダー。トービとキャビラは、チルドの側近で宇宙海賊の一員。
ソルベ、タゴマ、シサミ
フリーザ死亡後のフリーザ一味の残党でフリーザを復活させた。
ベリブル、キコノ、チライ、レモ、ダイゲン
ベリブル、キコノ、レモはコルド大王の時代から仕える。

### 『超』の登場人物
ソルベ
声 - 斎藤志郎
フリーザ軍残党の統率者。小柄で力は弱いが頭脳と統率力に優れており、フリーザ亡き後の軍を支えてきた。以前は第3星域で参謀をしていた。ピラフ一味がドラゴンボールを集めていることをスパイカメラで突き止め、タゴマと共に地球に向かいドラゴンボールを全て集めたピラフ一味を脅して神龍を呼び出させると願いを言ってフリーザを蘇らせた。フリーザにとってソルベは「少しだけ見覚えがある」程度の印象で、フリーザの死後は自らが指揮を取っていたと語った際にはフリーザに笑われていた。地球襲来の際には（数の上では）全盛期並みの1000人の部下を揃え余裕だったが、フリーザからは「所詮二級戦士の寄せ集め」と言われ、部下に対する指示が「的外れ」とデコピンで吹き飛ばされ、挙げ句の果てにフリーザの予想を超える軍の弱体化が露見した際にはフリーザに「管理職とは部下の責任を取るためにある」と言われ、側近のタゴマからはぞんざいな口調で話され、それを注意するも反対に睨みつけられる有り様だった。フリーザがベジータを最高司令官として迎え入れようとした際は不服そうな顔をしていた。フリーザ軍で最後まで生き延びるが、ベジータが跳ね返したフリーザの光線に貫かれて死亡した。
劇場版『復活の「F」』にも登場。他のフリーザ軍残党幹部と比べ、『超』での大きな変更点は少ない。
漫画版ではフリーザ軍が衰退し、さらに破壊神シャンパの襲撃によって軍のナンバー2であるガラナを失ったことで、軍の再興のためにフリーザ復活を決意した。漫画版『超』の「フリーザ復活編」はその事件の顛末が解説で語られたのみで省略されており、単行本では「破壊神シャンパ編」開始直前の幕間ページ（おまけページ）にて地獄送りになったフリーザ、ソルベ、シサミの3人が描かれたのみだった。
『復活の「F」』と漫画版『ドラゴンボール超』では指先が4本指だったが、『ドラゴンボール超』では5本指に変更されている。
タゴマ
声 - 中井和哉
フリーザ軍残党の幹部でソルベの側近。薄紫の肌に禿頭で長身。ソルベ曰く「かつてのザーボンやドドリアに匹敵する優秀な戦士」。ドラゴンボールを探しに地球に向かうソルベに同行した。フリーザのことは昔ギニューやドドリアと会話をしている所を遠くから一瞬だけ見た程度で、小さくて大した人物とは思っていなかった。また、「フリーザ様が復活すれば、軍の統率や惑星の支配が効率よく行える」というソルベに対して何度も疑問を投げかけたり、フリーザについて「もし期待外れだったら、名前だけの鬱陶しい独裁者にすぎない」とも発言していたため、ソルベやシサミと何度もいがみ合ったりしていた。復活したフリーザにサイヤ人は無視すべきと進言したことで、フリーザの怒りを買い指先からのビームで両腕と両足を打ち抜かれて重傷を負うが、劇場版『復活の「F」』とは違い生かされている。その後、フリーザのトレーニングにつき合わされ、死なないギリギリのラインで痛めつける特訓相手にされて毎日攻撃を受け続け4か月間耐えに耐え抜いた結果、鋼の体を手に入れる。かつてのギニュー特戦隊を上回り、悟飯に「絶好調時の自分くらいの力を秘めている」と評されるほどの驚異的な戦闘力になるが、仲間であるシサミごとエネルギー弾で悟飯の体を貫くなど性格が冷酷かつ残忍な面を見せ、口調も荒っぽくなった。突如乱入してきた超ゴテンクスに股間めがけて頭突きされて悶絶していた所にカエルとなったギニューが現れ、ギニューが目の前で筆談で「チェンジ」と書いてそれをタゴマが読んで喋ったことによってボディチェンジが発動し、カエルの姿になる。その後ギニューと入れ変わったタゴマの体は地球に戻ってきたベジータによって瞬殺され消滅した。カエルになったタゴマのその後は不明。
劇場版『復活の「F」』にも登場。フリーザに意見したことで処刑されたため、地球には侵攻していない。
シサミ
声 - 稲田徹
フリーザ軍残党の幹部でソルベの側近。牛のような角があり、大柄で筋肉質な体格をしている。タゴマと同等の実力を持ち、彼をライバル視している。フリーザの復活に疑問を持つタゴマに対して「情けない奴だ」と挑発しており、フリーザ復活に賛同している。ソルベからはフリーザ軍最強の戦士と評され戦いに参加するも悟飯には敵わず、フリーザとのトレーニングでパワーアップしたタゴマのエネルギー弾で悟飯もろとも貫かれて倒れる。その後フリーザが最終形態に変身する際に発したエネルギー波で他の部下共々消された。
劇場版『復活の「F」』にも登場。ピッコロと互角に戦うが超サイヤ人に変身した悟飯に一撃で倒され、その後はフリーザに他の戦闘員共々消滅させられた。
参謀
声 - 麻生智久
フリーザ軍残党の参謀。カエルのような姿をしており、『超』の字幕では「参謀」の他に「カエル兵」とも表記されている。ソルベに軍の状況を報告した。
劇場版『復活の「F」』にも登場。
ガラナ
漫画『ドラゴンボール超』に登場。フリーザ軍残党の幹部。サルのような外貌をしている。ソルベ率いるフリーザ軍残党のナンバー2であり、タゴマとシサミよりも格上の人物。宇宙で巨大な超ドラゴンボールを発見したところを、破壊神シャンパにより偵察艇ごと消滅させられる。ガラナが偵察艇ごと消滅させられた後、タゴマとシサミは驚いていた。その後、ソルベが軍の再興のためにフリーザ復活を決意する。
ベリブル
声 - 斉藤貴美子
フリーザの世話役を務める老婆。小柄で太っており、青い肌に薄紫のボブカットの髪をしている。世話役の身でありながらフリーザに対して臆することなく発言する。いつでもフリーザの命令通り動けるように、宙に少し浮いている。漫画版『ドラゴンボール超』銀河パトロール囚人編にも登場しており、目的の星で銀河刑務所を脱走した囚人が暴れているとの部下の報告を聞いた「無駄な戦闘は避けた方がよろしいでしょう」「犯罪者にかかわるとロクなことがありませんからね」と、その星に行くのを後回しにすると宣言したフリーザに「我々も犯罪者では?」と言うキコノに対して、フリーザ軍が惑星を制圧したり先住民を滅ぼすのは、住むところをなくして困っている異星人に売るためのビジネスであって犯罪ではないと諭した。
キコノ
声 - 菊池正美
コルド大王の時代から仕える、フリーザお付きの天才科学者であり参謀長。本作の設定ではスカウター、アーマー、宇宙船なども彼の発明である（従来の作品では「スカウターはツフル人が発明したものを、フリーザ軍の優秀な技師であるギチャム（後述）が改造したものであり、戦闘服や宇宙船もギチャム（後述）が発明した」という設定だった。漫画版『ドラゴンボール超』銀河パトロール囚人編にも登場している。漫画『DRAGON BALL - 放たれた運命の子供』にも登場している。
レモ
声 - 杉田智和
フリーザ軍の非戦闘員。ニット帽をかぶり、オレンジ色の肌をした痩せた老人。コルド大王の時代から数十年所属している後方部隊の古参兵。チライと行動しており、彼女のブレーキ役をすることが多い。フリーザ軍に長くいるため可哀想な子供たちの姿も多く見ており、チライ同様ブロリーの境遇に同情するなど人情味がある。その後はチライと共に惑星バンパに行きブロリーと暮らす。漫画版『ドラゴンボール超』銀河パトロール囚人編では登場しないが、単行本第11巻描き下ろしの2ページ特別マンガでは、銀河パトロール本部で悟空がメルスに地球でのブロリーとの戦いを話していたときの回想でチライと共に1コマ登場した。
チライ
声 - 水樹奈々
銀河パトロールから宇宙船を盗んだことがバレて、追手から逃亡した際に加入した非戦闘員。はすっぱな性格の不良少女。だが根は優しく、父親であるパラガスに利用されているブロリーを気にかけている。ブロリーのことを純粋で心優しい性格だと気付いており、ゴジータのかめはめ波でブロリーがとどめを刺されそうになった時に、神龍に「ブロリーを元いた星（惑星バンパ）に帰してやってくれ」と願った。その後はレモと共に惑星バンパに行きブロリーと暮らす。漫画版『ドラゴンボール超』ではレモ同様、銀河パトロール囚人編では登場しないが、単行本第11巻描き下ろしの2ページ特別マンガでは、銀河パトロール本部で悟空がメルスに地球でのブロリーとの戦いを話していたときの回想でチライと共に1コマ登場している。
ダイゲン
声 - 松山鷹志
宇宙船内の食堂でチライに声をかけたフリーザ軍戦士。体格が良く自分の強さに自信があり、乗船している中で唯一のまともな戦闘員を名乗っているが、ブロリーには遠く及ばなかった。本作通常パンフレットに名前と説明が記載されているが、本編で名前は登場しない。

### ゲームオリジナルキャラクター
ザーボンの同族
ユーズ
ファミリーコンピュータ用ゲーム『ドラゴンボールZII 激神フリーザ!!』に登場。肌が紫色。
アボガ
スーパーファミコン用ゲーム『ドラゴンボールZ 超サイヤ伝説』に登場。肌が黄土色。
マンダリン
『ドラゴンボールZ 超サイヤ伝説』に登場。肌がピンク色。
ドドリアの同族
カーボス
『ドラゴンボールZII 激神フリーザ!!』に登場。体が黄色。
ゴーマン
『ドラゴンボールZ 超サイヤ伝説』に登場。体が青緑色。
アプリコ
『ドラゴンボールZ 超サイヤ伝説』に登場。体が黄土色。
キュイの同族
ゴンマー
『ドラゴンボールZII 激神フリーザ!!』に登場。体が青色。
パイヤー
『ドラゴンボールZII 激神フリーザ!!』に登場。体が橙色。
ゴリン
『ドラゴンボールZ 超サイヤ伝説』に登場。体が青緑色。
ストロブ
『ドラゴンボールZ 超サイヤ伝説』に登場。体が深緑色。
アプールの同族
ナバナ
『ドラゴンボールZII 激神フリーザ!!』と『ドラゴンボール ゼノバース』に登場。どちらのゲームでも体が緑色。
ロベリー
『ドラゴンボールZII 激神フリーザ!!』と『ドラゴンボール ゼノバース』に登場。
『激神フリーザ!!』では体が黄土色。『ゼノバース』では体が茶色。
ラモン
『ドラゴンボールZ 超サイヤ伝説』と『ドラゴンボール ゼノバース』に登場。
『超サイヤ伝説』では体が緑色。『ゼノバース』では体が黄緑色。
ラーズベリの同族
ネイブル
『ドラゴンボールZII 激神フリーザ!!』と『ドラゴンボール ゼノバース』に登場。
『激神フリーザ!!』では体が灰色。『ゼノバース』では顔が肌色で体が黒と黄土色。
モンレー
『ドラゴンボールZII 激神フリーザ!!』と『ドラゴンボール ゼノバース』に登場。
『激神フリーザ!!』では体が青色。『ゼノバース』では顔が水色。
グプレー
『ドラゴンボールZII 激神フリーザ!!』と『ドラゴンボール ゼノバース』に登場。
『激神フリーザ!!』では体が朱色。『ゼノバース』では顔が肌色で体が黒と茶色。
ナップルの同族
ナップル
『ドラゴンボールZII 激神フリーザ!!』とゲームボーイ用ゲーム『ドラゴンボールZ 悟空激闘伝』に登場。
ロンメ
『ドラゴンボールZII 激神フリーザ!!』に登場。体が水色。
クランボ
『ドラゴンボールZII 激神フリーザ!!』に登場。体が濃い橙色。
バナンの同族
グレップ
『ドラゴンボールZ 超サイヤ伝説』に登場。肌が緑、髪が紫色。
ビーチ
『ドラゴンボールZ 超サイヤ伝説』に登場。肌が濃い紫、髪が緑色。
フィッシの同族
フィッシ
ファミリーコンピュータ用ゲーム『ドラゴンボールZIII 烈戦人造人間』で登場。髪が水色。
ジーア
『ドラゴンボールZIII 烈戦人造人間』に登場。髪が朱色。
サーモ
『ドラゴンボールZIII 烈戦人造人間』に登場。髪が橙色。
イールの同族
イール
『ドラゴンボールZIII 烈戦人造人間』に登場。体が緑色。
オクトー
『ドラゴンボールZIII 烈戦人造人間』に登場。体が橙色。
エイル
『ドラゴンボールZIII 烈戦人造人間』に登場。体が紫色。
メーイの同族
メーイ
『ドラゴンボールZIII 烈戦人造人間』で登場。体が青色。
キース
『ドラゴンボールZIII 烈戦人造人間』に登場。体が紫色。

スイッカ
『ドラゴンボールZ カカロット』で登場するフリーザ軍の名シェフ。兵士の格好をしているが、脱走したシェフで、サブミッションにて登場する。
このほか『ドラゴンボールモバイル』内で配信されていた『ドラゴンボール RPG』、『超ドラゴンボール RPG』、『ドラゴンボールウォーズ』には「ラズベ」、「メタボリア」といったアプール、キュイ、ドドリアなどフリーザ一味の色違いキャラクターが多数登場していた。
『ドラゴンボールオンライン』ではフリーザ軍の残党が登場する。
『ドラゴンボールZ カカロット』では、フリーザ軍の雑魚敵が多数登場する。

#### ゲームオリジナル（ギニュー特戦隊関連）
グルドの同族
ゼラ
『ドラゴンボールZ 超サイヤ伝説』に登場。肌がピンク色。
プーリン
『ドラゴンボールZ 超サイヤ伝説』に登場。肌が黄色。
リクームの同族
アース
『ドラゴンボールZ 超サイヤ伝説』に登場。肌がピンク色。
ゾフト
『ドラゴンボールZ 超サイヤ伝説』に登場。肌が水色。
バータの同族
マーリガン
『ドラゴンボールZ 超サイヤ伝説』に登場。肌が黄緑色。
ジャン
『ドラゴンボールZ 超サイヤ伝説』に登場。肌が灰色。
ジースの同族
バニーラ
『ドラゴンボールZ 超サイヤ伝説』に登場。肌が水色。
ムース
『ドラゴンボールZ 超サイヤ伝説』に登場。肌が橙色。
ギニューの同族
ミルガ
『ドラゴンボールZ 超サイヤ伝説』に登場。肌が茶色。
ラクト
『ドラゴンボールZ 超サイヤ伝説』に登場。肌が黄色。
このほか『ドラゴンボールモバイル』内で配信されていた『ドラゴンボール RPG』、『超ドラゴンボール RPG』、『ドラゴンボールウォーズ』には「モッツァレラ」などといった特戦隊メンバーの色違いキャラクターが多数登場していた。
『ドラゴンボールフュージョンズ』ではギニュー特戦隊に似ている5人の女性戦士「ドーラ特戦隊」が登場する。

### その他のキャラクター
クリーザ
声 - 中尾隆聖（ゲーム『ドラゴンボールZ2』）、菊池正美（ゲーム『ドラゴンボールヒーローズ』）
鳥山明の漫画『ネコマジンZ』に登場。フリーザの息子。フリーザの第1形態に当たる形態からフリーザの最終形態に当たる形態への変身ができる。
ギチャム
鳥山明の『最強ジャンプ』でのインタビュー内で名前のみ登場。フリーザ軍の優秀な技師であり、戦闘服や宇宙船を発明した。また、ツフル人が開発したスカウターはもともとは敵や獣から身を守るための装置だったが、ギチャムはこれに目をつけ具体的な数字機能や通信など改造を施し、兵士たちの攻撃の運用に使い始めた。

## 兵器・装備品など
詳細は「ドラゴンボールの道具#フリーザ軍」を参照

## ゲームでのフリーザ一味
ファミリーコンピュータ用ゲーム『ドラゴンボールZII 激神フリーザ!!』の攻略本ではフリーザ一味が地球の会社に例えられており、社長がフリーザ、社長秘書室がギニュー特戦隊、部長がザーボン、ドドリア、課長がベジータ、キュイ、係長がナッパ、ラディッツ、ヒラ社員がアプールたち下級戦士、お茶くみが栽培マンとされている。
『ドラゴンボール ファイターズ』では、最新のメディカルマシンによる健康管理、高性能戦闘服の支給に加え、戦いの成果によっては星をボーナスでもらえるなど、ギニューから「戦士として闘うのには最高の環境」と評されるほど、福利厚生面が充実している。